# Josep-Ramon Sanromà
Josep-Ramon Sanromà Celma es un empresario y ejecutivo español. Desde 2011 es director gerente del Instituto Catalán de Finanzas (ICF), una entidad catalana con voluntad de banca pública.

## Biografía
Graduado en Comercio por la Universidad de Barcelona y estudios en la Stanford Graduate School of Business (California), ha ocupado diferentes cargos ejecutivos en los sectores de banca, seguros y servicios de tecnología.
De 1990 a 2005 fue director general de Deutsche Bank en España y Portugal y, desde 2006, ha sido socio director de la firma de consultoría Artesana Asociados, especializado en asesoramiento estratégico y financiación para las Pymes. En febrero de 2011 fue nombrado director general del Instituto Catalán de Finanzas (ICF) por la Generalidad de Cataluña. Como tal, forma parte de los consejos de administración de Instrumentos Financieros para Empresas Innovadoras (IFEM) y Avançsa y preside ICF Capital, sociedad gestora de fondos, y representa al ICF en Avalis, donde es vicepresidente y apoderado, además de representante en la asociación Catalana d'iniciatives. En declaraciones a la prensa en 2018 afirmó: 

La función del ICF “es dar crédito participativo en las fases iniciales y acompañar a la empresa hasta que esta ya es autosuficiente y se puede financiar bien a través del capital riesgo o en el mercado alternativo bursátil”.
J.-R. Sanromà, diario La Vanguardia.

## Polémicas
Desde el diario Crític se afirmaba que según un informe de cuentas de 2013, uno de los cargos de la Generalidad de Cataluña con mayor gasto en dietas es Sanromà, con una cantidad superior a 26.468 euros anuales.